# 高須神社停留場
高須神社停留場（たかすじんしゃていりゅうじょう）は、大阪府堺市堺区北旅籠町東1丁にある阪堺電気軌道阪堺線の停留場。駅番号はHN17。
「神社」の読みは「じんじゃ」ではなく「じんしゃ」であり、車内アナウンスでもそのように放送されるが、由来は不明である。

## 歴史
- 1911年（明治44年）12月1日：阪堺電気軌道の駅として開業。
- 1915年（大正4年）6月21日：会社合併により南海鉄道の駅となる。
- 1944年（昭和19年）6月1日：会社合併により近畿日本鉄道の駅となる。
- 1947年（昭和22年）6月1日：事業譲渡により南海電気鉄道の駅となる。
- 1980年（昭和55年）12月1日：事業譲渡により阪堺電気軌道の駅となる[1]。

## 停留場構造
相対式ホーム2面2線。当駅から堺市街地（環濠内）に入るが、大道筋から東へ2筋目の十間筋の西側を沿う新設軌道上にホームがある。以前は、我孫子道側に手動式の上下渡り線があったが、2020年（令和2年）11月に撤去された。

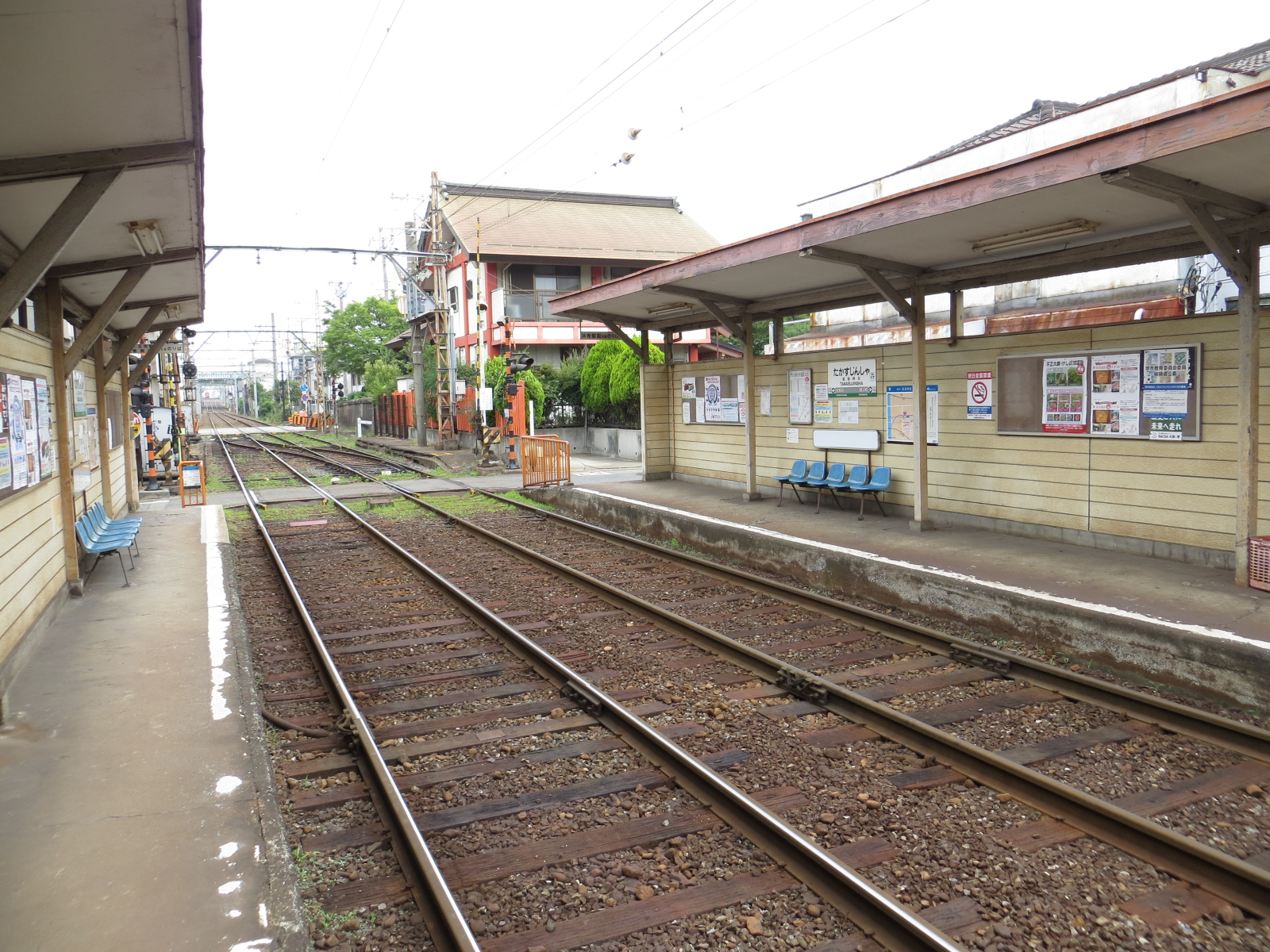
ホーム（2013年6月。踏切の奥に渡り線があった（2020年に撤去））

## 停留場周辺
- 高須神社（たかすじんじゃ） - 堺区北半町東3-5

駅名の由来になった神社で、当駅北東に隣接する。環濠である土居川（大半は埋立）に囲まれた堺市街地の北東角に位置する稲荷社。
- 鉄炮鍛冶屋敷（堺市立町家歴史館 井上関右衛門家住宅） - 堺区北旅籠町西1丁3-22

北旅籠町西と桜之町西の中浜筋（当駅から西へ5筋目）沿いが鉄砲鍛冶の居住区になっていた。
- 南海電気鉄道南海本線 七道駅

西側、約500メートルの所にある駅。
- 阪神高速15号堺線

## 隣の停留場
阪堺電気軌道
■阪堺線
大和川停留場 (HN16) - 高須神社停留場 (HN17) - 綾ノ町停留場 (HN18)
- （）内は駅番号を示す。